# Justo Garrán Moso
Justo Garrán Moso (Olite, 17 de agosto de 1867 - Pamplona, 28 de agosto de 1942) fue un abogado, periodista y político navarro, de familia navarra con raíces liberales (descendientes de Espoz y Mina, y de haber trabajado en el bufete del político liberal Germán Gamazo), fue un claro defensor del catolicismo tradicional.  

## Biografía
Era hijo de Mauricio Garrán Román, ingeniero de caminos, natural de Valladolid, y de Micaela Moso Navarlaz, natural de Olite. Se casó con Catalina Moso Subiza, hija del diputado foral Juan Moso Irure. Tuvieron un hijo, José Garrán Moso, nacido en Olite en 1901, que estuvo casado con Rosario Arraiza Belzunce, hija del diputado foral Daniel Arraiza Goñi, y que llegó a ser alcalde de Pamplona, desde abril de 1940 a agosto de 1941, y nombrado después gobernador de Vizcaya.
Fue alumno de la Facultad de Derecho de la Universidad Central Se doctoró en Derecho con la tesis: La división de poderes. El poder moderador. Fue también propietario y director del Diario Regional de Valladolid, consejero del Banco Castellano y colaborador del Diario de Navarra. También fue presidente del Tribunal Tutelar de Menores de Pamplona y socio de la Sociedad de Estudios Vascos.
En las Elecciones generales españolas de 1919, fue proclamado diputado por el distrito de Valladolid por la Junta Provincial de Valladolid obteniendo 8.907 votos de un total de 22.491 emitidos, con un censo electoral de 33.563 electores.
En las elecciones de 1923 fue proclamado Diputado por la Junta Provincial de Navarra, por el distrito de Tafalla, obteniendo 5.802 votos sobre un censo electoral de 11.750 electores.
Se presenta como católico independiente con apoyo del integrista José Sánchez Marco y el jaimista Juan Salvador Santesteban. Disputó el escaño al ministerial garciaprietista Pedro Arza Úriz quien obtuvo 3.636 votos. 
Durante la Dictadura de Primo de Rivera fue miembro de la Asamblea Nacional Consultiva, como representante de la Diputación Foral de Navarra sustituyendo Wenceslao Goizueta y López de Zubiría. Fue diputado foral 1928 elegido por los representantes de los veintidós ocho ayuntamientos del distrito en las elecciones del 6 de mayo de 1928. También fue presidente de la Federación Agro-Social de Navarra (1929-1931) y principal promotor de la Asociación de Propietarios y Terratenientes de Navarra, organización controlada ideológicamente por carlismo y el clero.
Era contrario a la Ley de Reforma Agraria, que consideraba obra del movimiento revolucionario, y de un gobierno socialista y anarquizante que vulneraba la Ley Paccionada Navarra. En septiembre de 1933 fue elegido, junto con Víctor Pradera, en la candidatura del Bloque de Derechas a las elecciones para designar el Tribunal de Garantías Constitucionales. Al estallar la guerra civil española se puso de parte de los sublevados y fue nombrado miembro de la comisión para la reintegración foral por la Junta de Guerra Carlista el 19 de agosto de 1936. 

## Obras
- Apuntes histórico-críticos sobre las regalías de la Corona, Madrid, 1923.
- Los fueros vasco-navarros, conferencia. Pamplona, 1932.
- El sistema foral de Navarra y Provincias Vascongadas. Pamplona, Editorial Aramburu, 1935.[6]
- Sofismas y razón. Del ateísmo legal a la Restauración Católica, Valladolid, 1939.
- La ley de 1841, Revista Príncipe de Viana, 1941.